# Desa Sumberanyar (administrativ by i Indonesien, Jawa Timur, lat -7,79, long 113,69)
Desa Sumberanyar är en administrativ by i Indonesien.   Den ligger i provinsen Jawa Timur, i den västra delen av landet, 800 km öster om huvudstaden Jakarta.